# والي موسى
والي موسى (بالإنجليزية: Wally Moses) هو لاعب كرة قاعدة أمريكي، ولد في 8 أكتوبر 1910 في يوفالدا في الولايات المتحدة، وتوفي في 10 أكتوبر 1990 في فيداليا في الولايات المتحدة.

## روابط خارجية
- والي موسى على موقع دوري كرة القاعدة الرئيسي (الإنجليزية)
- والي موسى على موقعبيزبول رفرنس.كوم (الدوري الرئيسي) (الإنجليزية)
- والي موسى على موقعبيزبول رفرنس.كوم (الدوري الثانوي) (الإنجليزية)
- والي موسى على موقع إي إس بي إن.كوم (أم.أل.بي) (الإنجليزية)
- والي موسى على موقع مشجعي الرسوم البيانية (الإنجليزية)
- والي موسى على موقع قاعة جورجيا للمشاهير الرياضية (مؤرشف) (الإنجليزية)